# 呂世壹

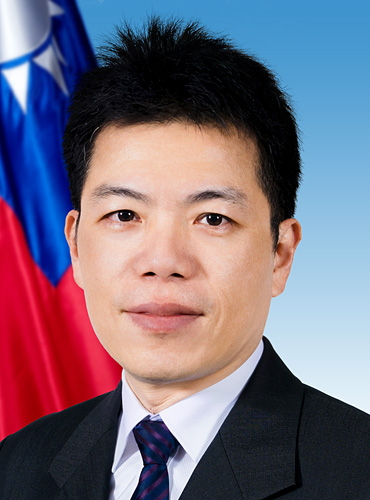
外交部刊登肖像照

呂世壹，中華民國政府官員，1998年起擔任公務人員。已婚，育有1女1子。

## 學歷
- 國立中興大學公共行政學系學士
- 國立政治大學公共行政研究所碩士
- 高考三級人事行政類科及格

## 經歷
- 行政院人事行政局培訓考用處科員、企劃處專員、企劃處科長[註 1]
- 行政院人事行政總處視察、秘書、專門委員（2016年—2017年）
- 財政部關務署人事室主任（2017年6月—2018年9月）
- 大陸委員會人事室主任（2018年9月—2021年10月）
- 教育部人事處副處長（2021年10月—2022年9月）
- 行政院人事行政總處培訓考用處副處長（2022年9月—2024年1月）
- 國家科學及技術委員會人事處處長（2024年1月—2025年2月）
- 外交部人事處處長（2025年2月－）

## 榮譽
- 行政院所屬機關人事機構99年度績優人事人員。[2]

| 中華民國政府職務 | 中華民國政府職務                                           | 中華民國政府職務 |
| ---------------- | ---------------------------------------------------------- | ---------------- |
| 前任： 黃麗玲    | 中華民國外交部人事處處長 2025年2月—                        | 繼任： '         |
| 前任： 李玉惠    | 中華民國國家科學及技術委員會人事處處長 2024年1月—2025年2月 | 繼任： 待查      |